# Elaine Joyce
Elaine Joyce (19 dicembre 1945) è un'attrice statunitense.

## Filmografia parziale

### Cinema
- Il primo uomo diventato donna (The Christine Jorgensen Story), regia di Irving Rapper (1970)
- How to Frame a Figg, regia di Alan Rafkin (1971)
- Ma che razza di amici! (Such Good Friends), regia di Otto Preminger (1971)
- Motel Hell, regia di Kevin Connor (1980)
- Morte a 33 giri (Trick or Treat), regia di Charles Martin Smith (1986)
- Uphill All the Way, regia di Frank Q. Dobbs (1986)

### Televisione
- The Red Skelton Show – serie TV, 12 episodi (1967-1970)
- The Carol Burnett Show – serie TV, 4 episodi (1969-1970)
- Kojak - (Acts of Desperate Men - Azioni di uomini disperati) – serie TV, seconda stagione, episodio 17x25 (1975)
- La città degli angeli (City of Angels) – serie TV, 12 episodi (1976)
- L'incredibile Hulk (The Incredible Hulk) – serie TV, episodio 2x21 (1979)
- Mago Merlino (Mr. Merlin) – serie TV, 22 episodi (1981-1982)
- Love Boat (The Love Boat) – serie TV, 5 episodi (1978-1983)
- La signora in giallo (Murder, She Wrote) – serie TV, episodi 1x09-6x16-10x09 (1984-1993)
- Beverly Hills, 90210 – serie TV, 4 episodi (1995-1996)

## Vita privata
Dal 1968 al 1980 (morte del marito) è stata sposata con l'attore di Broadway Bobby Van. Dal 1985 al 1992 è stata sposata con John Levoff, mentre dal 1999 al 2018 (morte del marito) è stata sposata con il drammaturgo e sceneggiatore Neil Simon. Ha avuto una figlia da Van e un figlio da Levoff.